# 京都府立西舞鶴高等学校
京都府立西舞鶴高等学校（きょうとふりつ にしまいづるこうとうがっこう）は、京都府舞鶴市字引土に所在する公立の高等学校。
学校の始まりは1907年（明治40年）4月の加佐郡立高等女学校の設立に遡る。1948年（昭和23年）4月に京都府立西舞鶴女子高等学校と京都府立西舞鶴高校が統合され、現在の京都府立西舞鶴高等学校になった。最寄駅はJR舞鶴線・京都丹後鉄道宮舞線西舞鶴駅。
全日制課程の普通科と専門学科の理数探求科がある。また単位制による通信制課程が設置されている。かつては商業科を併設していたが、2006年度に募集停止となった。

## 沿革

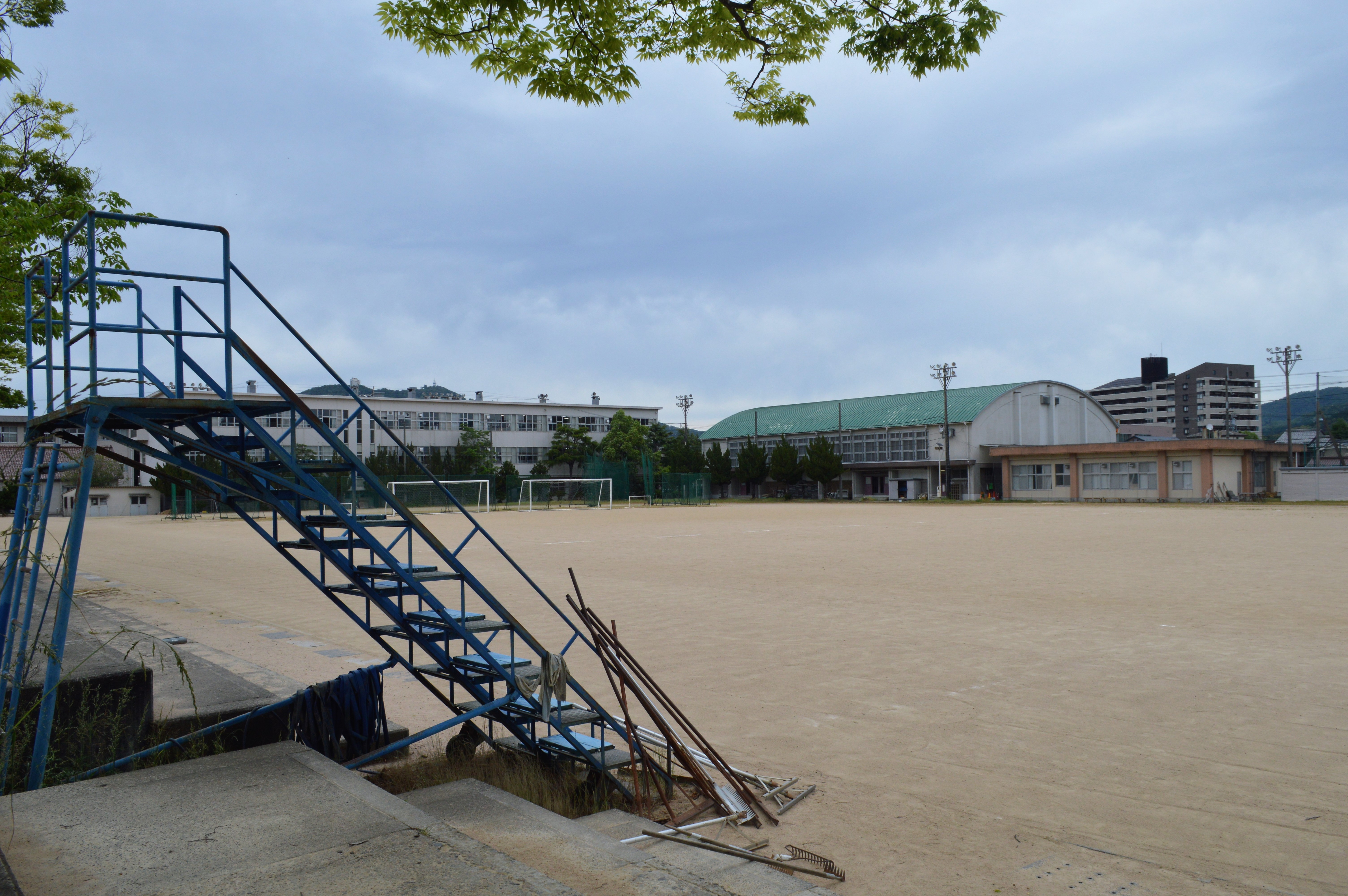
校庭

### 京都府立舞鶴高等女学校
- 1906年（明治39年）12月27日 - 京都府立加佐郡立高等女学校が設立認可される。
- 1907年（明治40年）4月20日 - 京都府立加佐郡立高等女学校を開校。
- 1923年（大正12年）1月1日 - 京都府に移管し、京都府立舞鶴高等女学校と改称。
- 1943年（昭和18年）6月1日 - 京都府立舞鶴第一高等女学校と改称。
- 1948年（昭和23年）4月1日 - 京都府立西舞鶴女子高等学校となり、通常制課程を設置する。
- 1948年（昭和23年）9月1日 - 定時制課程を設置する。

### 京都府立舞鶴中学校
- 1921年（大正10年）2月10日 - 文部省告示により京都府立舞鶴中学校が設立許可される。
- 1922年（大正11年）4月13日 - 京都府立舞鶴中学校を開校。
- 1943年（昭和18年）6月1日 - 京都府立舞鶴第一中学校と改称。
- 1948年（昭和23年）4月1日 - 京都府立西舞鶴高等学校となり、通信制課程を設置する。

### 京都府立西舞鶴高等学校
- 1948年（昭和23年）10月20日 - 京都府立西舞鶴高等学校と京都府立西舞鶴女子高等学校を統合し、京都府立西舞鶴高等学校を設立。通常制（後に全日制）、定時制、通信教育の課程を設け。通常制、定時制課程には普通科および商業科を置く。
- 1985年（昭和60年）4月1日 - 普通科にI類、II類人文系・理数系を設置
- 1996年（平成8年） - 定時制課程の生徒募集停止。
- 1999年（平成11年）3月 - 定時制課程を閉課。
- 2006年（平成18年） - 理数探究科を設置。またII類人文系・理数系をそれぞれ廃止して、II類文理系（1クラス）を設置。それぞれの第1期生が入学する。
- 2007年（平成19年） - 開校100年を迎える。
- 2012年（平成24年）4月 - 普通科第I類、第II類を撤廃。
- 2019年（令和元年）9月 - 令和2年度入学生の全日制普通科の定員数を従来の200名から40名減らし、160名とすると発表。

## 校歌
校歌
- 四方重衛作詞（本校元教諭）昭和27年制定／下総皖一作曲

## 特色
2012年度（平成24年度）卒業生の大学進学率は51%だった。
部活動が盛んであり、放送部は全国大会の常連である。野球部は滋賀県・京都府で1代表だった時代の全国高等学校野球選手権京滋大会（京津大会）で3回準優勝しており、うち2回は京都予選優勝だった。

## 学科
- 全日制普通科
  - 主に進学・就職を希望する生徒が在籍する。1年次は共通クラス(充実・発展)で、2年次より文系、文系特進、理系の各クラスに分かれる。

- 理数探究科
  - 2006年に新設された学科である。一般入試とは別に適性検査・面接が実施される。京都府全域からの通学が可能である（但し、学生寮はない）。
  - 1年次から数学・理科科目・英語を中心に学習し、難関大学への進学を目指している。全員が数Ⅲ・数C（理数数学探究）を履修する。また地歴公民などの文系科目は、履修漏れにならない程度までカリキュラムが削られており、徹底的に理系の難関大学を目指す学級になっている。（理科総合および理科基礎の授業がないが、必履修科目の規定により履修は満たしている。
- 通信制普通科

## 著名な卒業生
- 田畑茂二郎 - 法学者。京都帝国大学法学部長。京都府立大学学長。
- 下井隆史 - 法学者。神戸大学名誉教授。
- 瀬野徹三- 地震学者。東京大学地震研究所名誉教授。
- 大江季雄 - 陸上競技選手。ベルリン五輪棒高跳び銅メダル。西田修平との「友情のメダル」で知られる。
- 林田悠紀夫 - 政治家。京都府知事、参議院議員。
- 常見和正 - 実業家。宇部興産会長・社長。
- 髙本善四郎 - 実業家。ダイトロン創業者。
- 大石悦子 - 俳人。
- 上本孝一 - プロ野球選手・プロ野球審判員。
- 田中佐智子 - 厚生労働官僚。雇用環境・均等局長
- さがね正裕 - お笑い芸人。X-GUN。
- 稲垣裕之 - 競輪選手。
- 井上奈奈 - 現代アーティスト、作家。
- 田中彩子 - ソプラノ歌手、オペラ歌手。
- ギャル曽根 - タレント。
- 夏目亜季 - 政治家・タレント。荒川区議会議員。
- 井上愛里沙 - バレーボール選手。
- 須貝駿貴 - QuizKnockライター・YouTuber。